# Mainburg
Mainburg ist eine Stadt im niederbayerischen Landkreis Kelheim.
Die Herkunft des Namens konnte bisher nicht eindeutig geklärt werden. Philipp Apian leitete den Namen von Marrenberg (Kastanien-Berg) ab, Michael Wening von Maien (Birken) – für die erste Deutung spricht das Wappen mit dem Baum (nachzuweisen seit 1374). Der Name Mainburg könnte aber auch vom Grafen Mainhard von Rotteneck, dem Erbauer der Burg, abgeleitet worden sein.

## Geographie

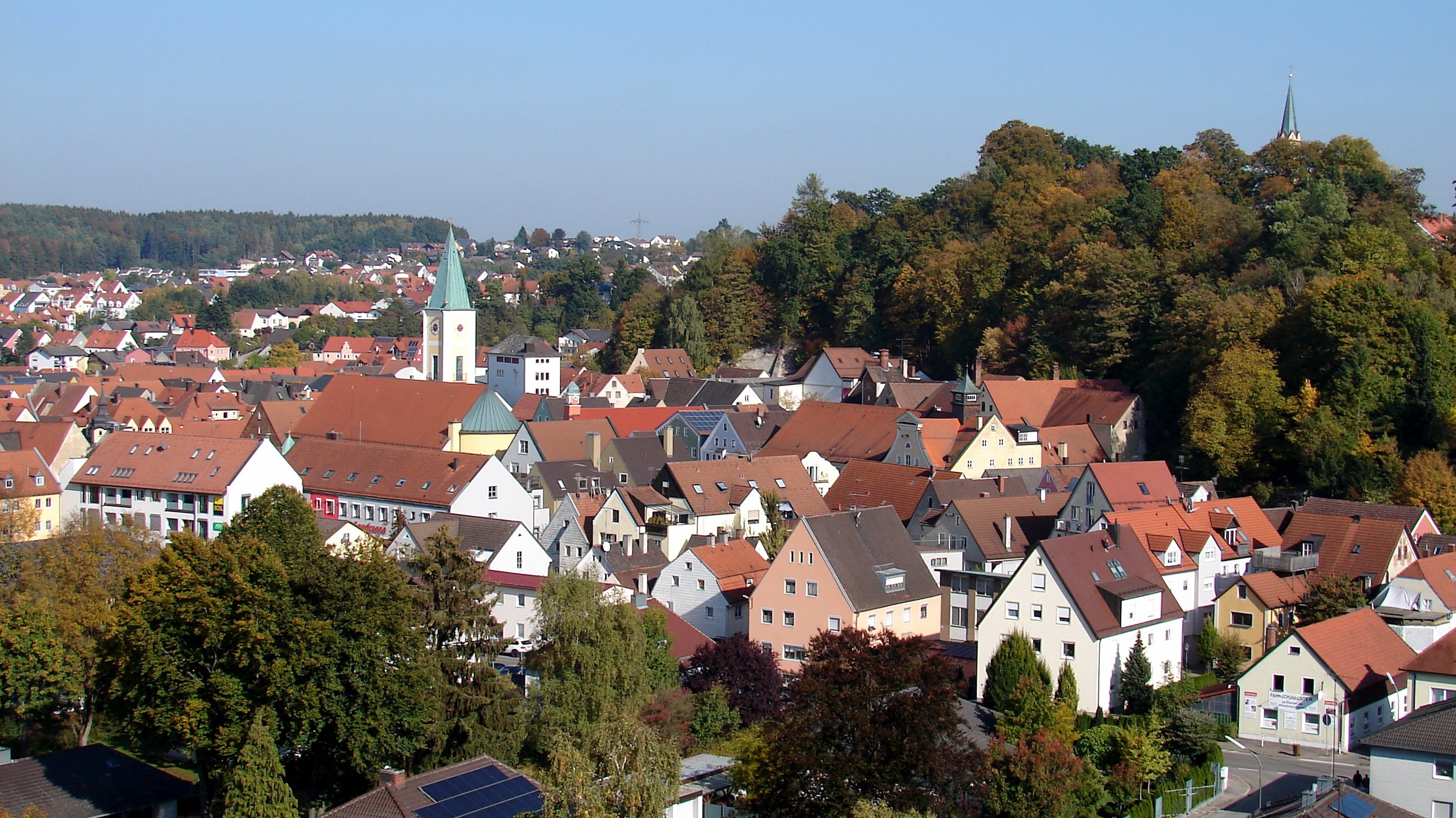
Altstadt mit Salvatorberg

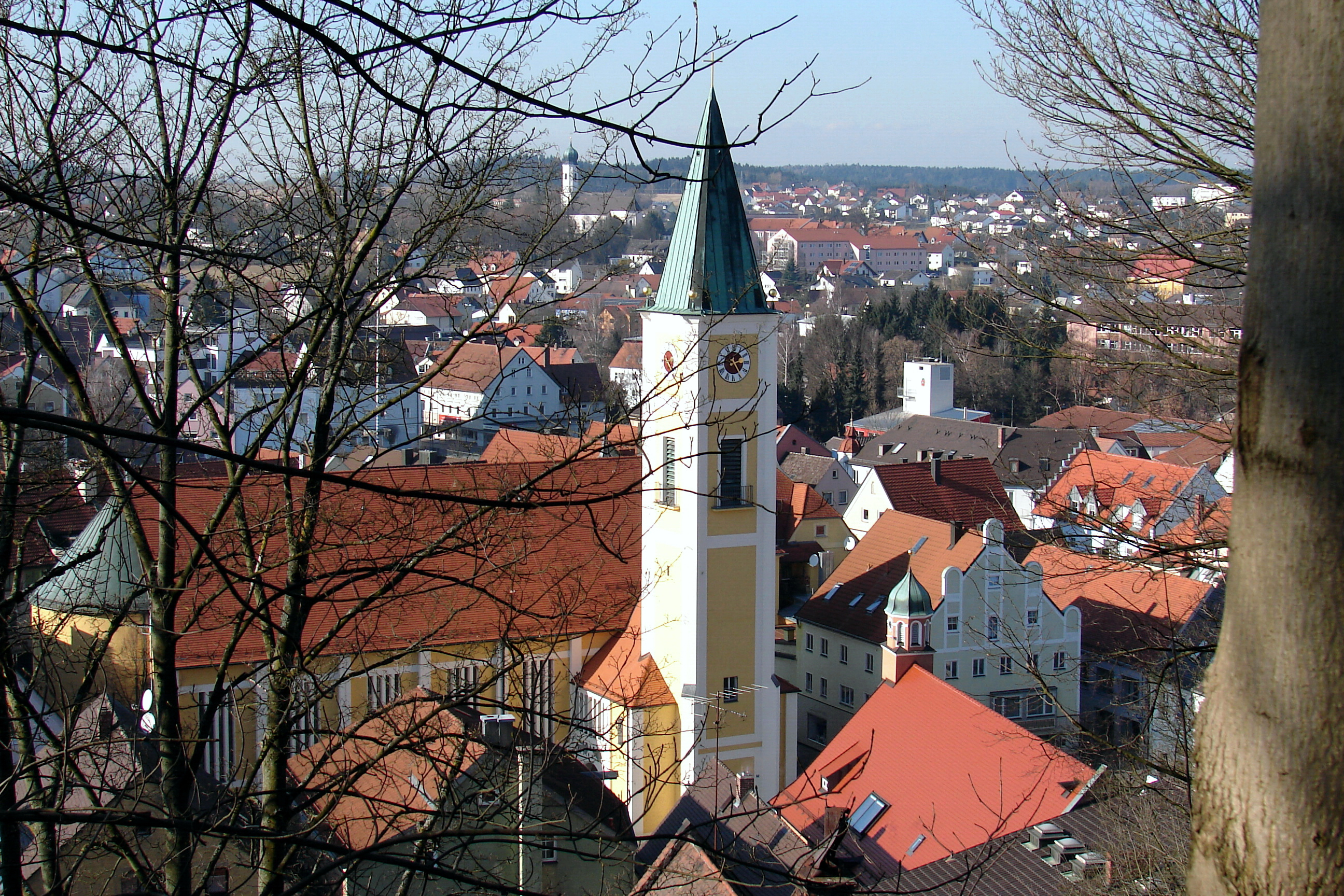
Stadtansicht vom Salvatorberg

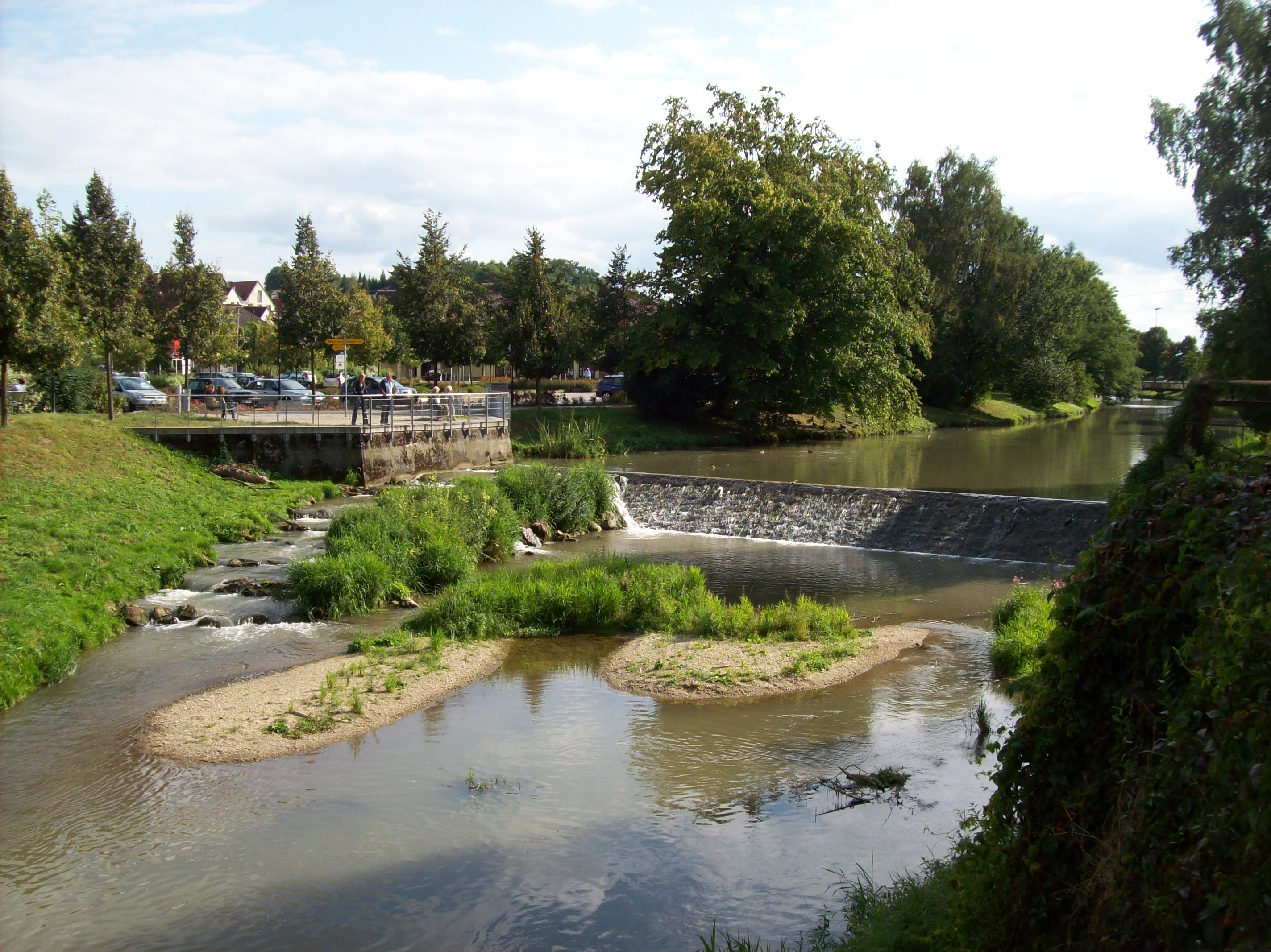
Die Abens bei Mainburg

### Geographische Lage
Die Stadt liegt am Flüsschen Abens im Zentrum der Hallertau, dem größten zusammenhängenden Hopfenanbaugebiet der Welt, und wird daher auch als Mittelzentrum oder Herz der Hallertau bezeichnet.

### Gemeindegliederung
Es gibt 49 Gemeindeteile (in Klammern ist der Ortstyp angegeben):
- Aignerhof (Einöde)
- Aufhausen (Kirchdorf)
- Auhof (Weiler)
- Axenhofen (Einöde)
- Bachmühle (Weiler)
- Beslmühle (Einöde)
- Brandmühle (Einöde)
- Dirschengrub (Einöde)
- Ebrantshausen (Kirchdorf)
- Frauenberg (Einöde)
- Götzenberg (Einöde)
- Grabmühle (Einöde)
- Gschwellberg (Weiler)
- Gschwellhof (Einöde)
- Gumpertshofen (Dorf)
- Haid (Weiler)
- Holzmannshausen (Weiler)
- Kleingundertshausen (Kirchdorf)
- Köglmühle (Einöde)
- Leitenbach (Kirchdorf)
- Leuchtenburg (Einöde)
- Lindkirchen (Pfarrdorf)
- Mainburg (Hauptort)
- Marzill (Weiler mit Kirche)
- Massenhausen (Weiler)
- Meilenhausen (Weiler)
- Meilenhofen (Kirchdorf)
- Mittermühle (Weiler)
- Neumühle (Einöde)
- Oberempfenbach (Pfarrdorf)
- Obermühle (Dorf)
- Öchslhof (Weiler)
- Petermühle (Weiler)
- Pettenhof (Einöde)
- Plankmühle (Einöde)
- Puttenhausen (Kirchdorf)
- Ried (Einöde)
- Rohnstorf (Weiler)
- Rothmühle (Dorf)
- Sandelzhausen (Pfarrdorf)
- Seemühle (Einöde)
- Steinbach (Pfarrdorf)
- Straßhof (Einöde)
- Streichmühle (Dorf)
- Unterempfenbach (Kirchdorf)
- Unterwangenbach (Kirchdorf)
- Wambach (Dorf)
- Weihmühle (Einöde)
- Wolfertshausen (Weiler)

Es gibt die Gemarkungen Ebrantshausen, Holzmannshausen, Lindkirchen, Mainburg, Meilenhausen, Meilenhofen, Oberempfenbach, Sandelzhausen und Steinbach.

### Geologie
Bei Mainburg finden sich umfangreiche Bentonit-Vorkommen.

## Geschichte
Die Stadt in ihrer früheren Form vor den Eingemeindungen ab 1972 entwickelte sich aus vier Siedlungskernen, nämlich Schleißbach, Englmarsdorf, Mainburg und Schüsselhausen.
Schleißbach, bereits 825 als „Slegelpach“ zum ersten Mal urkundlich erwähnt, an der Anhöhe des westlichen Abenstales gelegen, war eine eigenständige Pfarrei mit einer dem Heiligen Laurentius geweihten Kirche und befand sich in grundherrlicher Abhängigkeit zum Hochstift Freising. Im Jahre 1272 gelangte Schleißbach durch Tausch in den Besitz des Wittelsbacher Herzogs Ludwig II.; kurz darauf wurde es in das Bistum Regensburg eingegliedert.
Der zweite Siedlungskern entstand um 1220, als Graf Meinhard von Rotteneck gegenüber auf dem so genannten Hofberg, an der östlichen Anhöhe des Abenstals gelegen, die Feste Mainburg errichtete. Der letzte Herr von Rotteneck, der Regensburger Bischof Heinrich II. von Rotteneck, veräußerte am 21. August 1279 die Burg Rotteneck mit allen Besitzungen, darunter auch die Feste Mainburg, an Herzog Ludwig II. zu Gunsten seiner Domkirche. In Schüsselhausen, dem in der Flussniederung gelegenen dritten Siedlungskern, ist eine dem Herzog urbare Mühle urkundlich erwähnt. Die einheitlichen Besitzverhältnisse zu Gunsten der Wittelsbacher Landesherren dürften den Zusammenschluss der drei Einzelsiedlungen zu einem Gemeinwesen ermöglicht haben.
Ende des 14. Jahrhunderts verlieh Herzog Stephan II. von Bayern-Ingolstadt das Recht, auf den St. Margarethentag und den St. Gallentag Jahrmärkte abzuhalten. Jahrhundertelang war Mainburg ein Marktflecken, bis der Ort 1847 das Recht erhielt, Hopfen zu siegeln.
Der damalige Markt Mainburg war vor 1800 Pflegamt und gehörte zum Rentamt München des Kurfürstentums Bayern. Mainburg besaß ein Marktgericht mit weitgehenden magistratischen Eigenrechten. Im Zuge der Verwaltungsreformen im Königreich Bayern entstand mit dem Gemeindeedikt von 1818 die heutige Gemeinde mit Selbstverwaltungsrechten.
Im Jahr 1901 wurde aus dem Gebiet des 1857 errichteten ehemaligen Landgerichtsbezirks Mainburg durch Ausgliederung aus dem Bezirksamt Rottenburg an der Laaber ein eigenes Bezirksamt (Bezirksamt Mainburg), der spätere Landkreis Mainburg.
Beim Ende des Zweiten Weltkriegs wurde der Versuch eines Bürgers von Ebrantshausen, mit einer weißen Fahne an der Kirche den US-Truppen den Ort kampflos zu überlassen, dem katholischen Pfarrer Benefiziat Augustin Wagner zum Verhängnis. Er wurde denunziert und am 28. April 1945 von Angehörigen der Waffen-SS erschossen. An der Mordstelle in einem Wald zwischen Holzmannshausen und Meilenhausen wurde zu seinem Gedenken 1955 die Wagner-Kapelle errichtet.
Im Jahre 1954 wurde Mainburg zur Stadt erhoben. Im Zuge der Gebietsreform in Bayern büßte Mainburg am 1. Juli 1972 seinen Status als Kreisstadt ein. Wie die meisten Gemeinden des Altlandkreises wurde Mainburg in den Landkreis Kelheim eingegliedert.
Heute ist Mainburg das kulturelle und gesellschaftliche Zentrum der Region.

### Eingemeindungen
Im Zuge der Gebietsreform in Bayern wurden am 1. Januar 1972 die Gemeinden Ebrantshausen (bis 1865 Ebertshausen) und Sandelzhausen eingegliedert. Holzmannshausen folgte am 1. Januar 1976. Lindkirchen mit dem am 1. Januar 1972 eingegliederten Meilenhofen, Oberempfenbach und Steinbach kamen am 1. Januar 1978 hinzu.

### Einwohnerentwicklung
Im Zeitraum 1988 bis 2018 stieg die Einwohnerzahl von 10.867 auf 15.241 um 4.374 Einwohner bzw. um 40,3 %.

## Politik

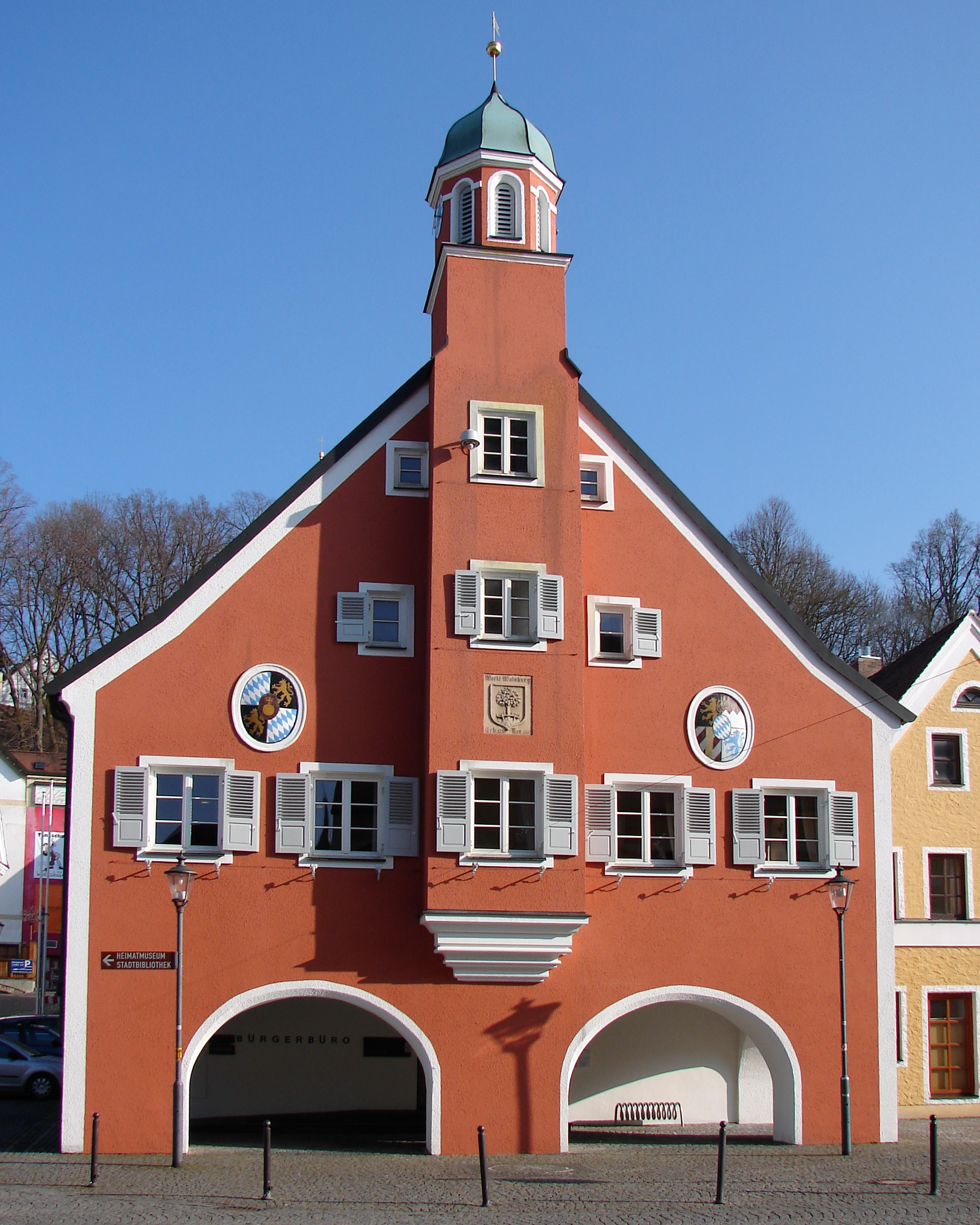
Das Mainburger Rathaus

### Stadtrat
Die Kommunalwahl am 15. März 2020 führte zu folgendem Ergebnis:
| Liste | CSU   | SPD  | FDP  | FWM1  | JLM2 | SLU3  | ÖDP   | Grüne | L.Z.M. | Gesamt |
| ----- | ----- | ---- | ---- | ----- | ---- | ----- | ----- | ----- | ------ | ------ |
| %     | 36,66 | 6,88 | 4,65 | 19,99 | 4,06 | 11,58 | 10,10 | 4,47  | 1,62   | 100    |
| Sitze | 9     | 2    | 1    | 5     | 1    | 3     | 2     | 1     | 0      | 24     |
| + / − | + 2   | − 1  | ± 0  | + 1   | − 2  | − 1   | ± 0   | + 1   | –      |        |

1 Freie Wähler Mainburg     2 Junge Liste Mainburg     3 Stadt Land Union
Ebrantshausen und Holzmannshausen sind durch Ortssprecher im Stadtrat vertreten.

### Verwaltungsgemeinschaft Mainburg
Mainburg ist Sitz, nicht aber Mitglied der Verwaltungsgemeinschaft Mainburg.

### Städtepartnerschaften
- Moriya, Japan, seit 1989[19]
- Liancourt, Frankreich, seit 1997
- Zaros auf Kreta, Griechenland, seit 2003

## Wappen
| Wappen der Stadt Mainburg | Blasonierung: „In Rot auf grünem Dreiberg eine grüne Birke, um deren Stamm ein goldener Zaun.“ |
| Wappen der Stadt Mainburg |                                                                                                |

## Kultur und Sehenswürdigkeiten

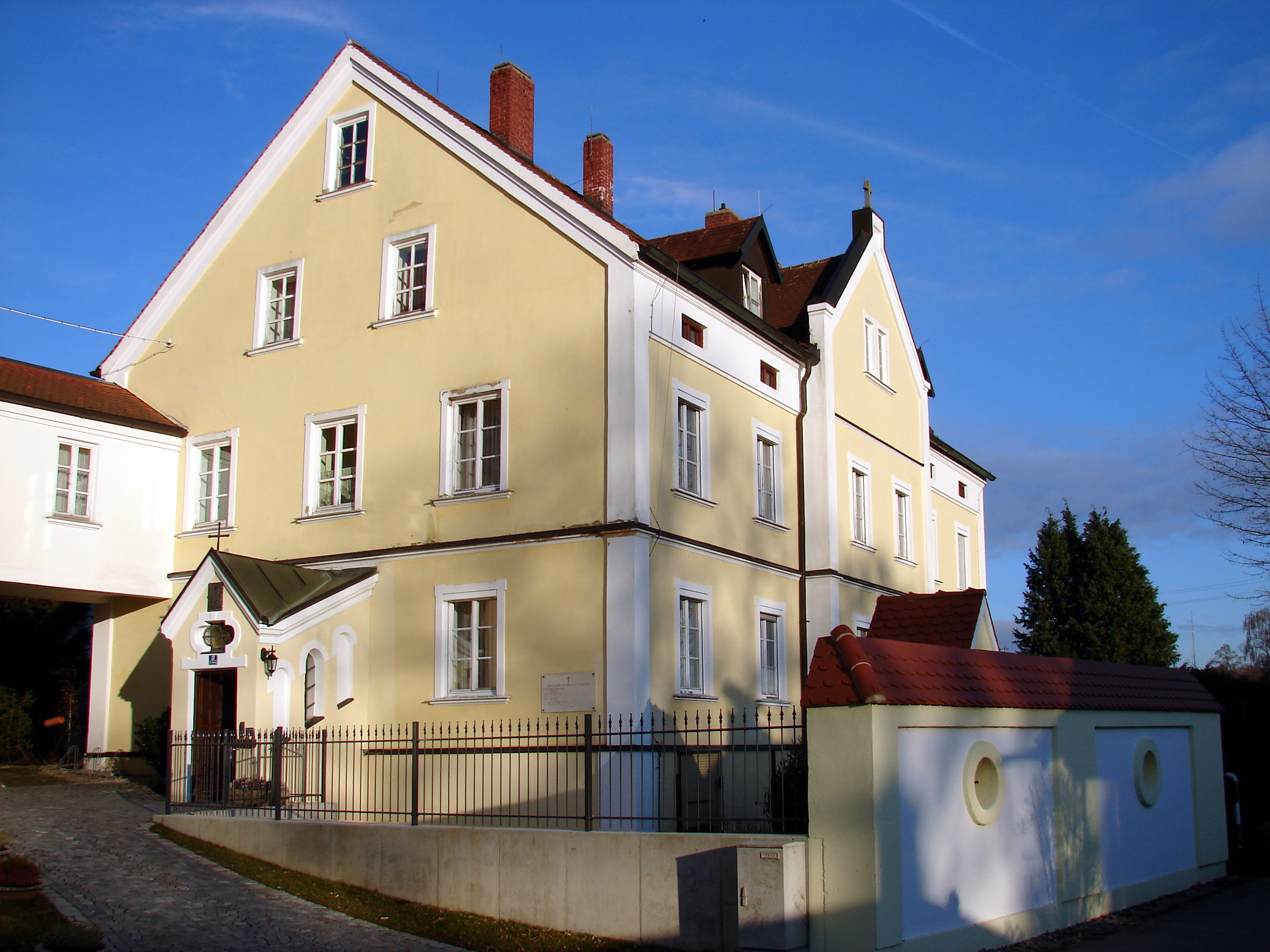
Pauliner-Kloster Mainburg

### Sehenswürdigkeiten
Architektonischer Mittelpunkt der Stadt ist der Marktplatz mit dem historischen Rathaus, der Liebfrauenkirche und dem Marienbrunnen, einem der Wahrzeichen der Stadt. Das Rathaus, mit seiner schönen Giebelfassade, den Rundbogenarkaden und dem Erkerturm, entstand 1756, nachdem das alte Rathaus an dieser Stelle niedergebrannt war. In dem Gebäude waren in früheren Zeiten noch der Bürgerarrest, später eine Schulklasse, Läden im Erdgeschoss, die Schranne (der Getreidemarkt) und bis 1964 die Hopfenwaage untergebracht.
Auf dem Salvatorberg über dem Rathaus steht das Kloster Mainburg mit seiner barocken Kirche St. Peter und Paul.

### Kirchen

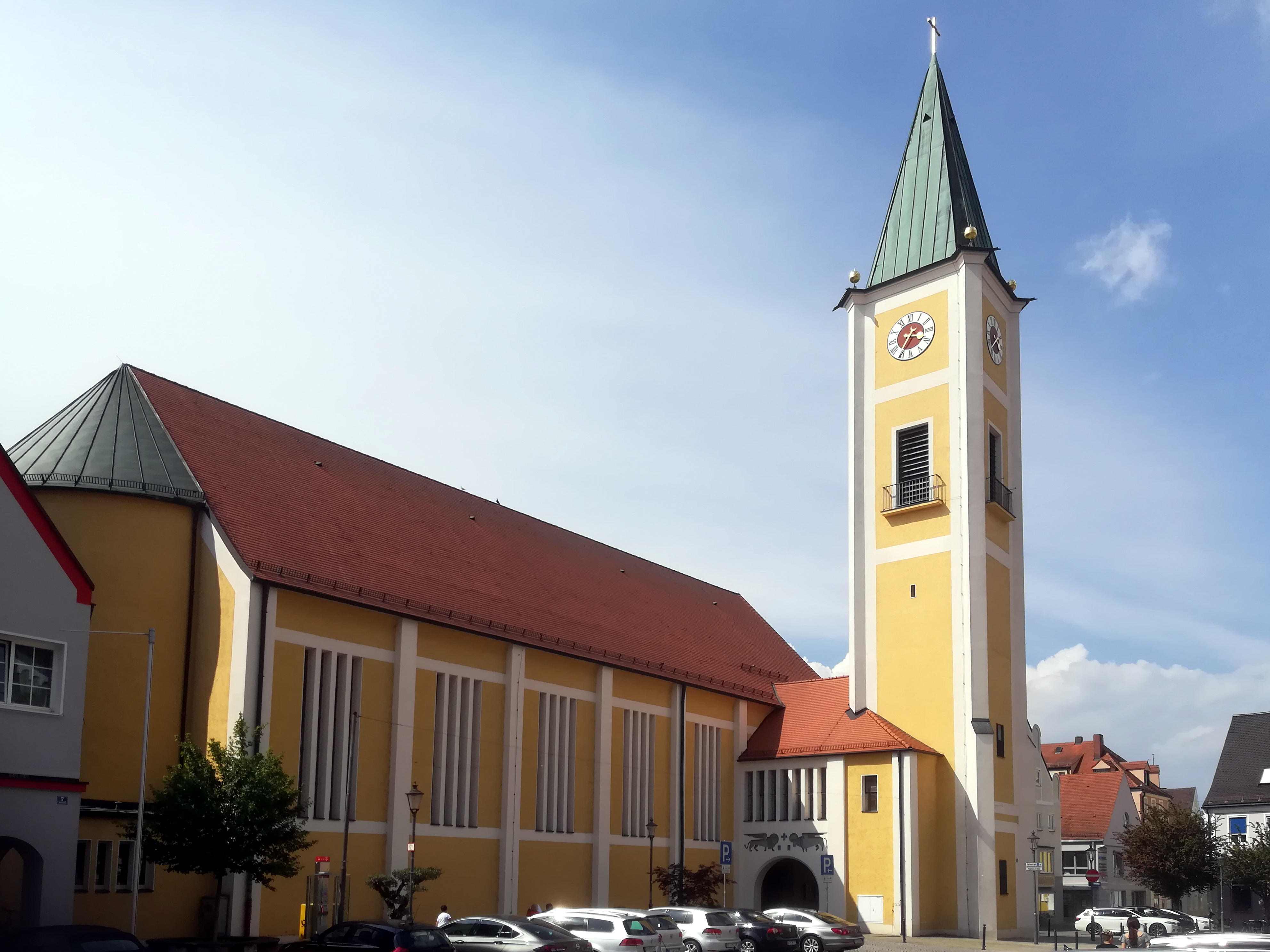
Katholische Stadtpfarrkirche – Zu Unserer Lieben Frau, Architekt Hans Beckers (1958)
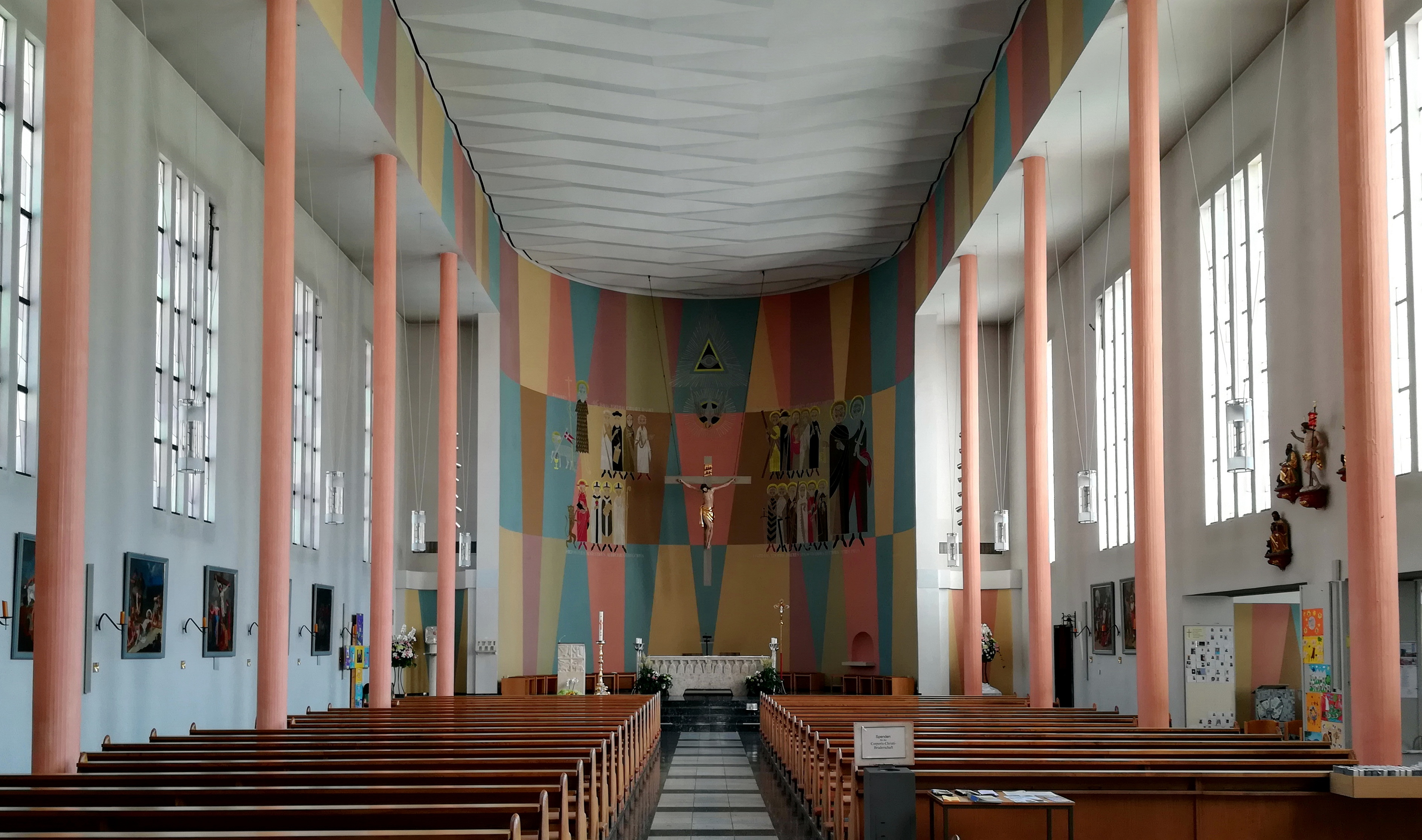
Katholische Stadtpfarrkirche Zu Unserer Lieben Frau: Innenraum
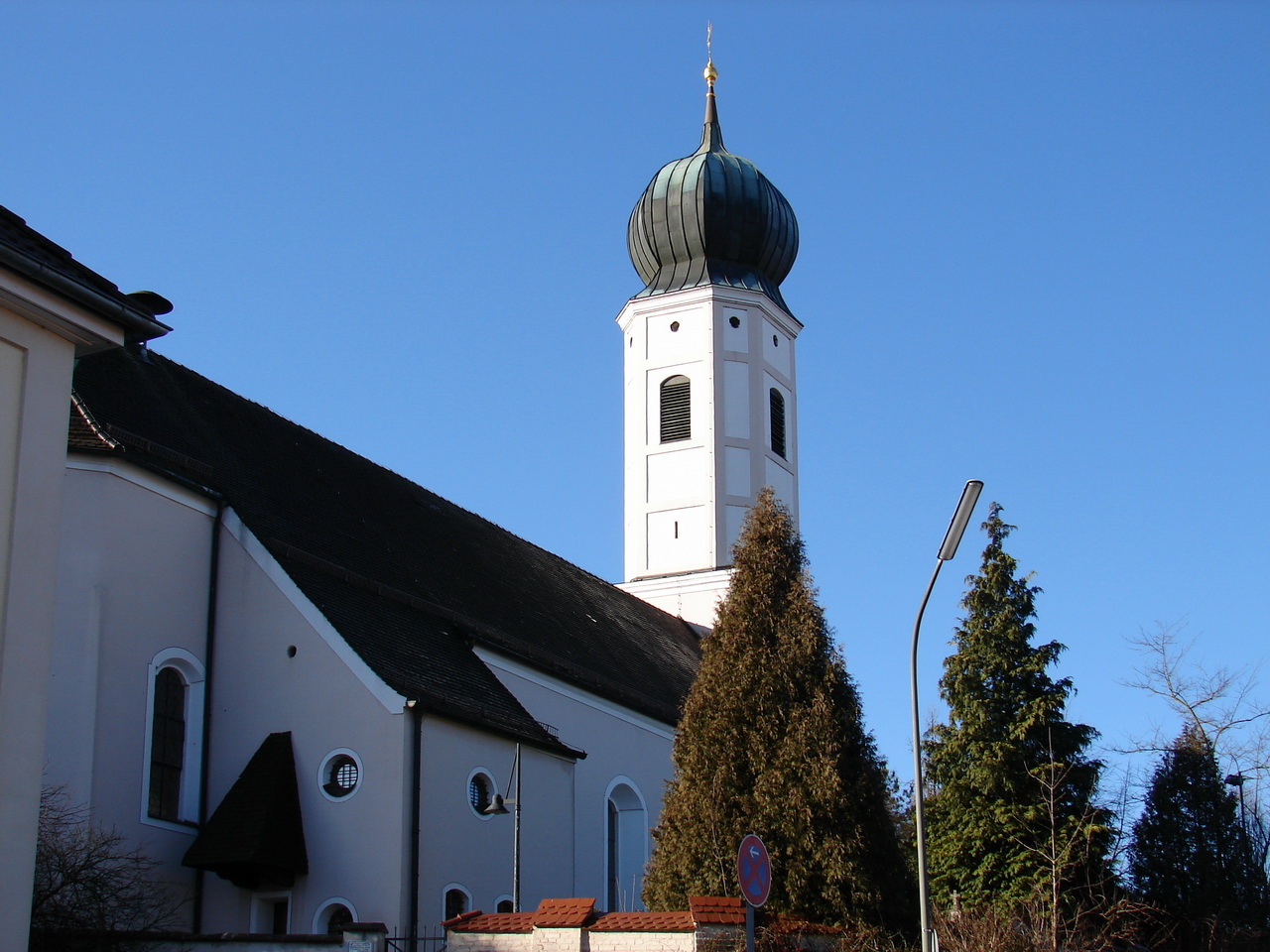
Katholische Pfarrkirche – St. Laurentius
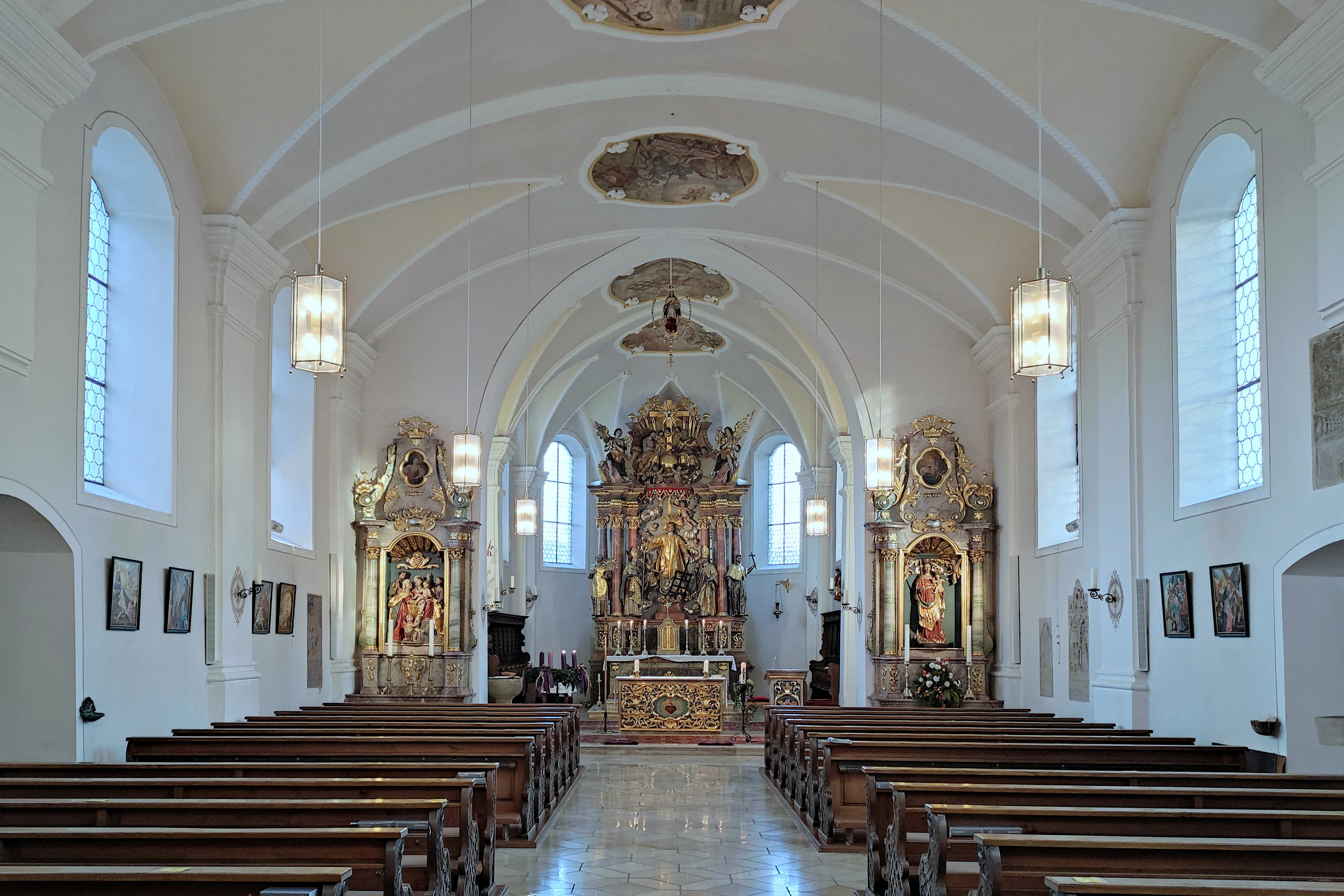
Katholische Pfarrkirche St. Laurentius: Innenraum
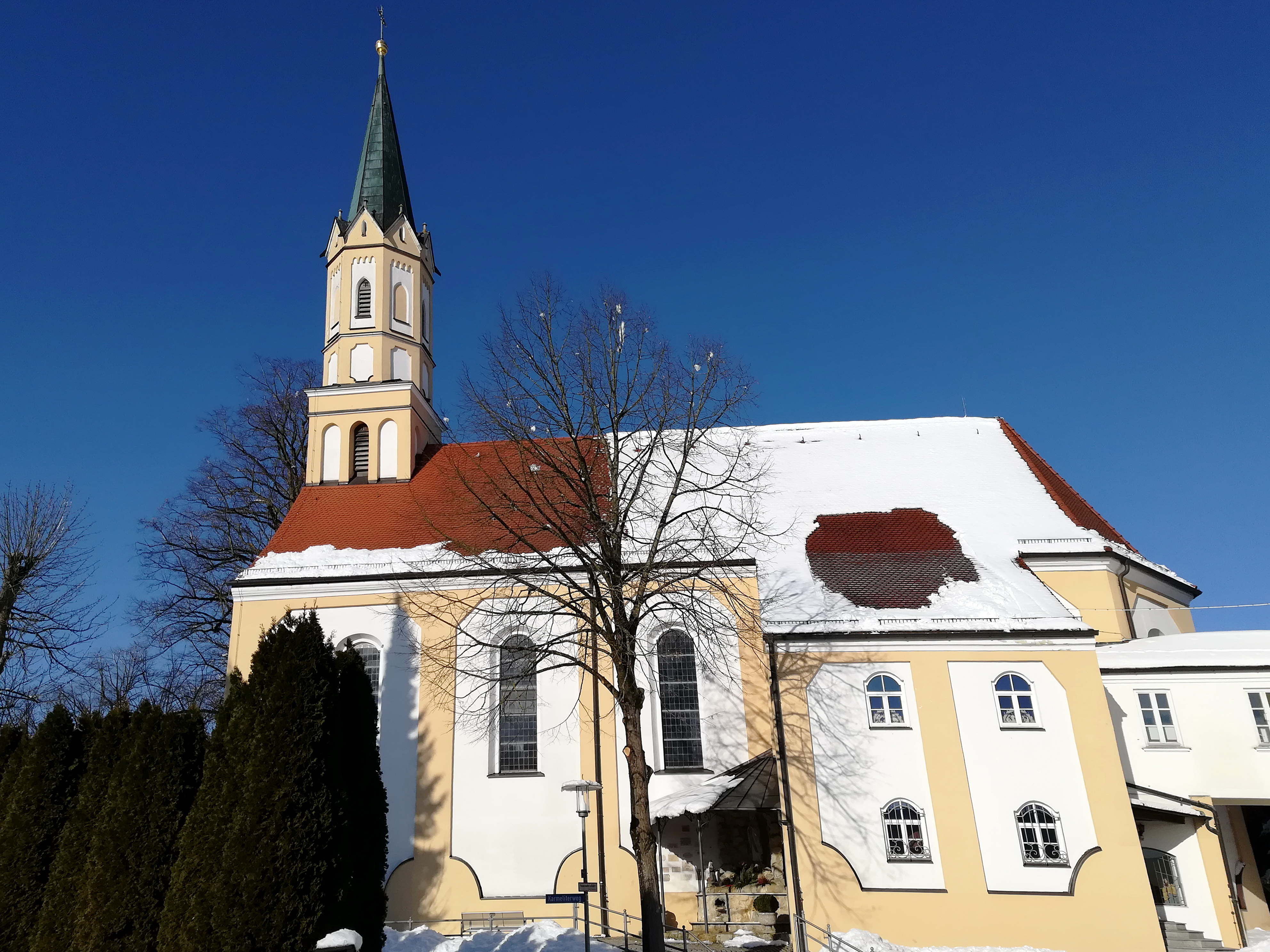
Katholische Klosterkirche – Salvatorkirche St. Peter und Paul
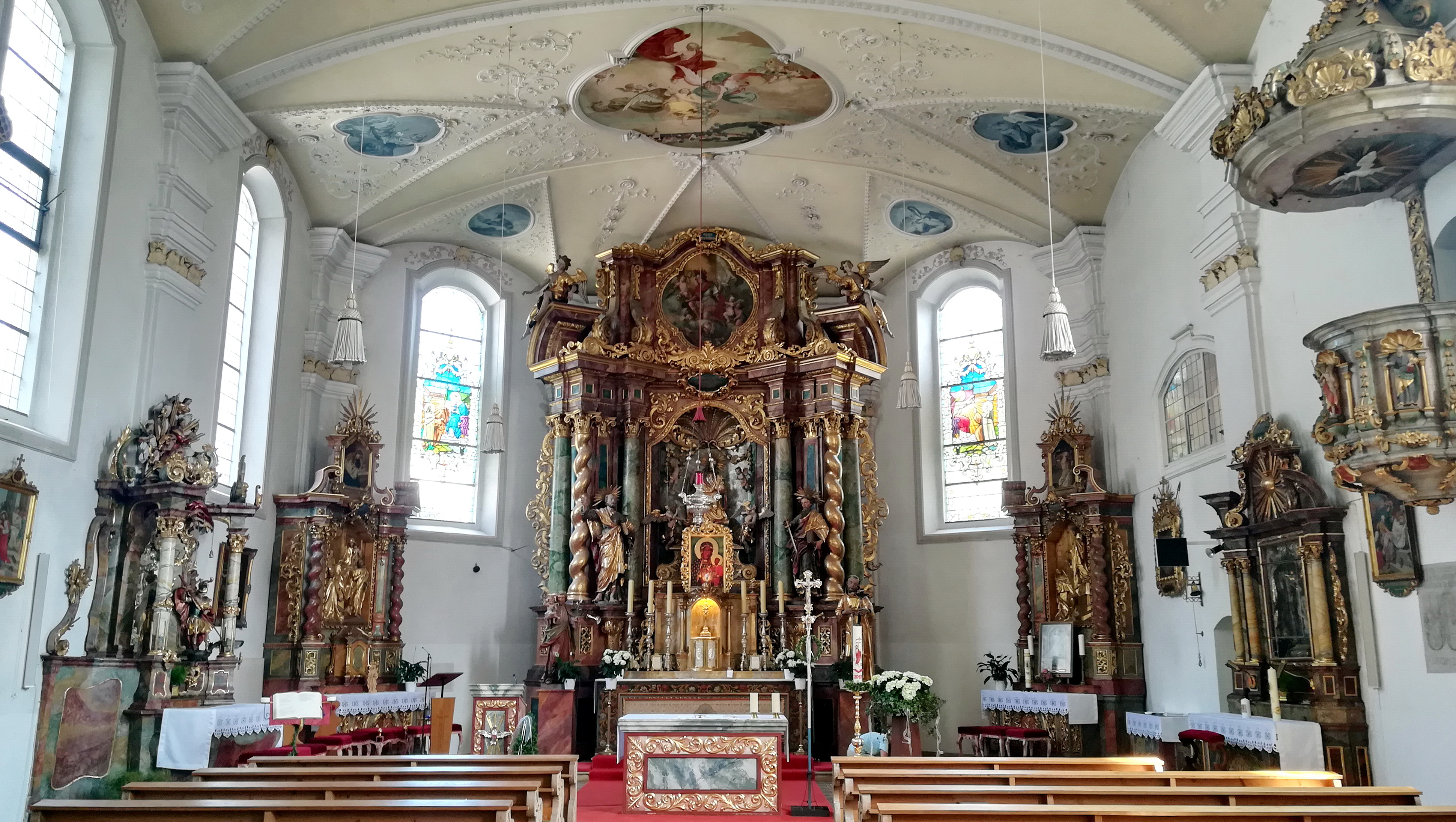
Katholische Salvatorkirche St. Peter und Paul: Innenraum
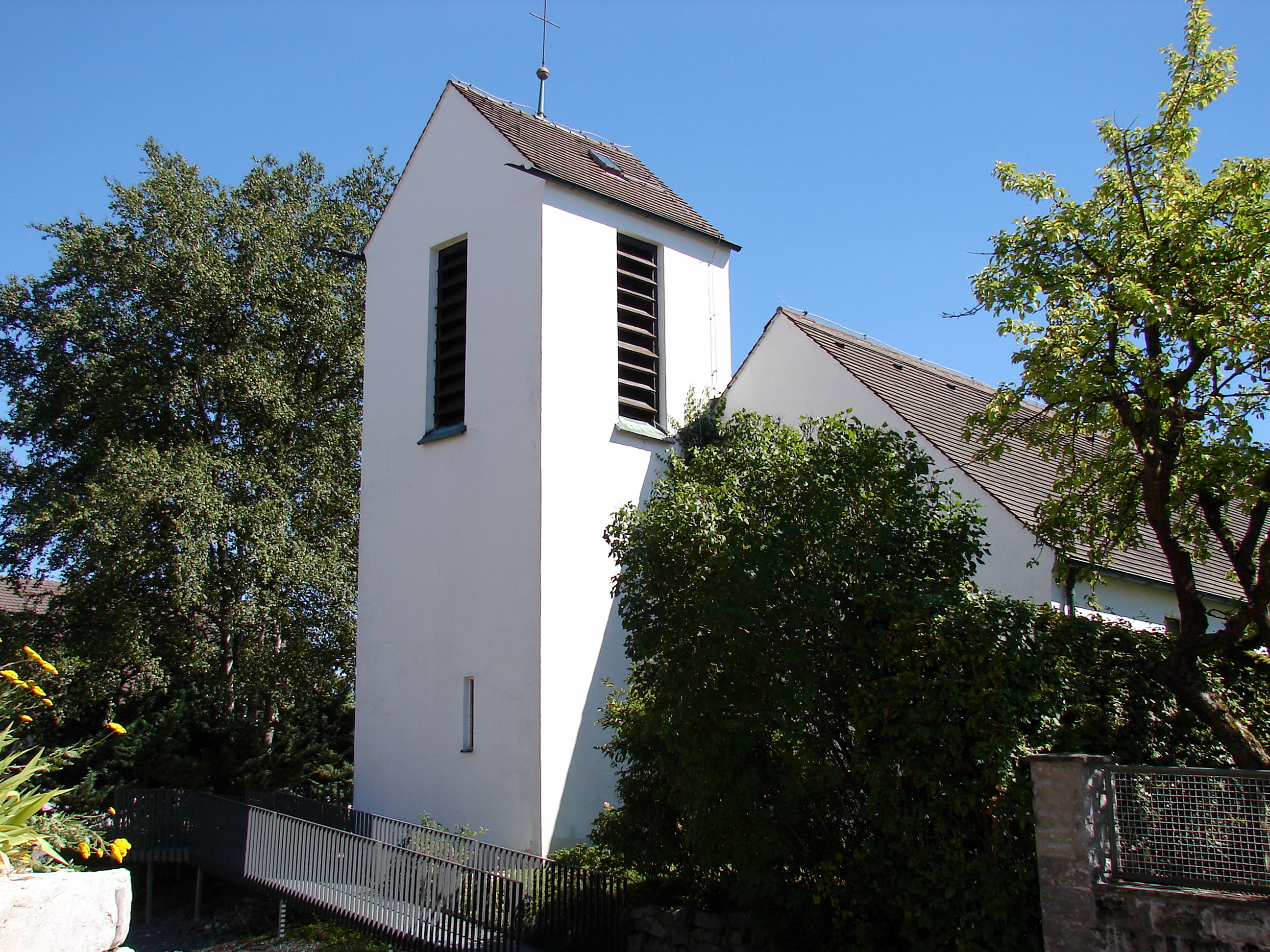
Evangelische Erlöserkirche
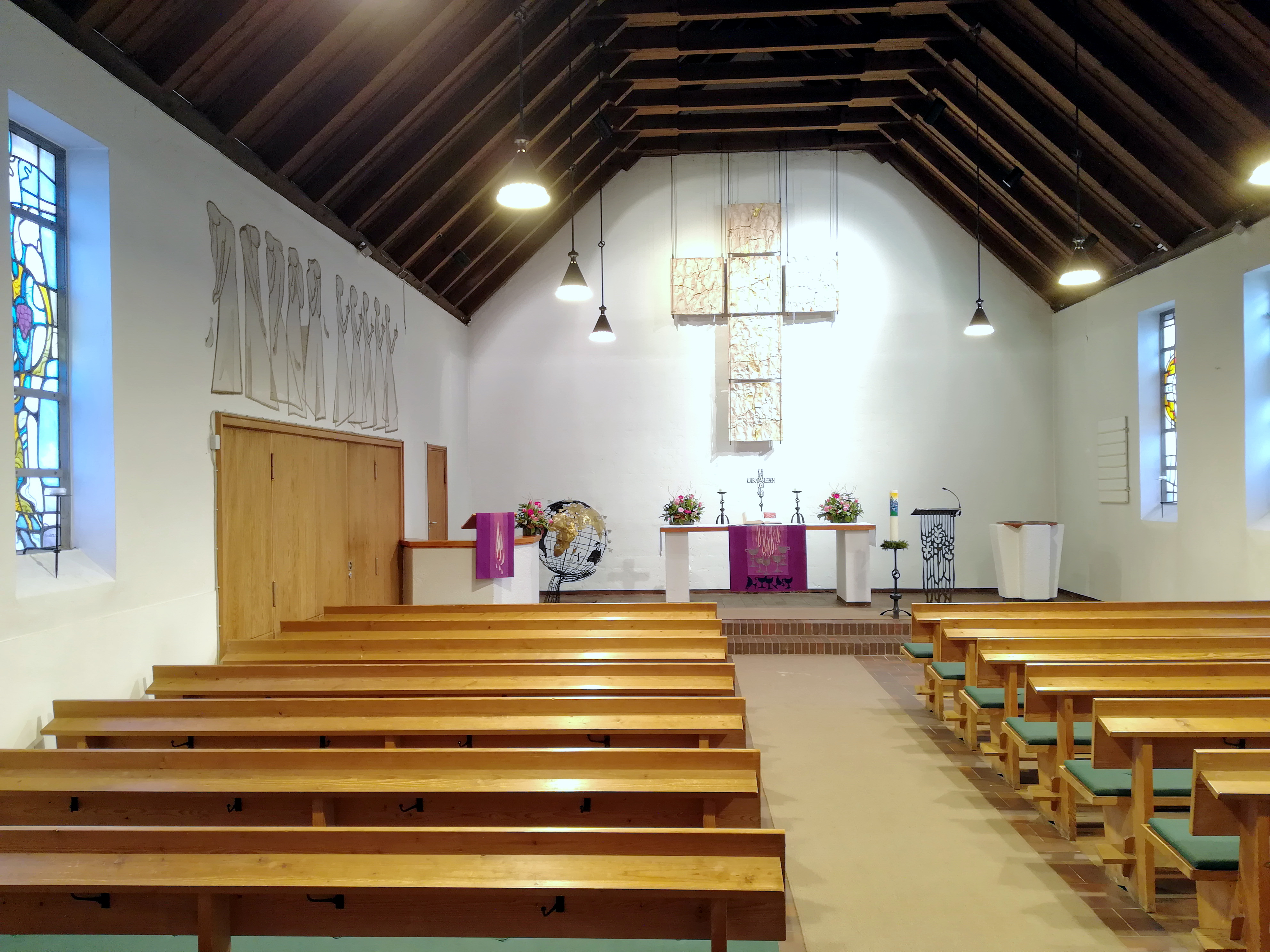
Evangelische Erlöserkirche: Innenraum

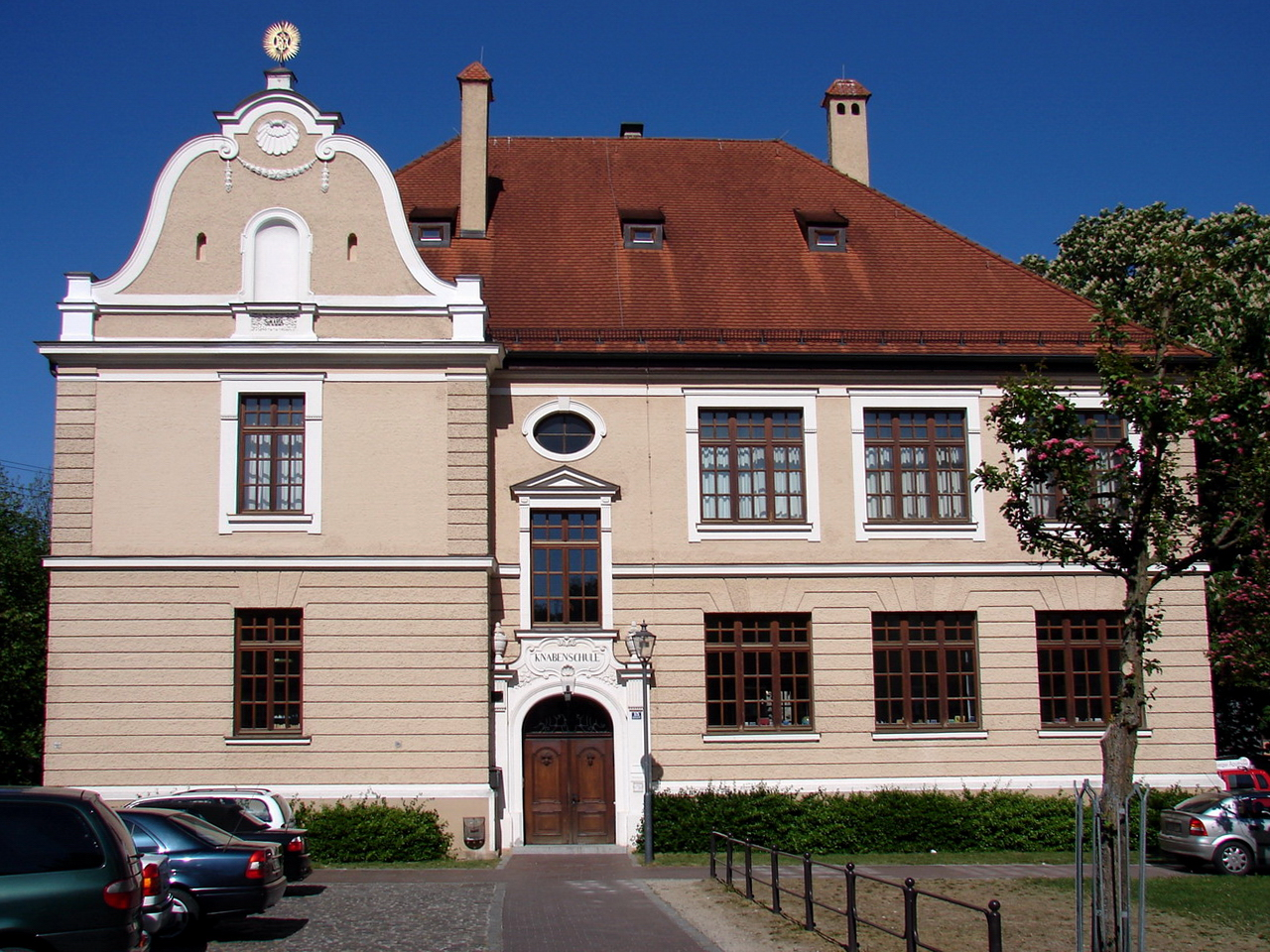
Stadtmuseum Mainburg

- Katholische Stadtpfarrkirche
Zu Unserer Lieben Frau
- Katholische Stadtpfarrkirche
Zu Unserer Lieben Frau:
 Innenraum
- Katholische Pfarrkirche
St. Laurentius
- Katholische Pfarrkirche
St. Laurentius: Innenraum
- Katholische Salvatorkirche
St. Peter und Paul
- Katholische Salvatorkirche
St. Peter und Paul:
Innenraum
- Evangelische Erlöserkirche
- Evangelische Erlöserkirche:
Innenraum

### Theater und Museen
- Das LSK-Theater Mainburg bietet Inszenierungen im Frühling und Herbst sowie ein Kindertheater zur Weihnachtszeit und ein Freilichttheater im Juni.
- Stadtmuseum Mainburg (vormals: Hallertauer Heimat- und Hopfenmuseum[22])

### Sport
Der TSV 1861 Mainburg e. V. ist ein Mehrspartensportverein mit 24 Abteilungen, der neben Handball u. a. auch die Sportarten Basketball, Judo, Leichtathletik, Reitsport, Schwimmen, Tauchen, Tennis, Turnen  und Volleyball anbietet
Handball: Die TSV-Handballabteilung hatte ihren größten Erfolg mit der altbayerischen Meisterschaft und den damit verbundenen Aufstieg in die fünftklassige „Bayerische Landesliga“. Der TSV Mainburg nimmt mit zwei Herrenmannschaften, einem Damenteam und mehreren Nachwuchsmannschaften am Spielbetrieb des Bayerischen Handballverbandes (BHV) teil. Die erste Herrenmannschaft und das Damenteam spielen in der Saison 2023/24 beide in der Bezirksoberliga Altbayern.
- Altbayerischer Meister und Aufstieg in die „Bayerische Landesliga“ 2011, 2017

## Regelmäßige Veranstaltungen
- Fastenmarkt: am zweiten Sonntags nach Aschermittwoch
- Eisenmarkt: vierter Sonntag nach Ostern
- Hopfenfest: am Wochenende des zweiten Sonntags im Juli (mit Kirschmarkt)
- Altstadtfest: am Wochenende des vierten Sonntags im Juli
- Mainburger Gallimarkt: am Wochenende des zweiten Sonntags im Oktober (mit Landwirtschafts-Ausstellung)
- Christkindlmarkt (zweites Adventwochenende)

## Wirtschaft und Infrastruktur

### Ansässige Unternehmen
Drei große Hopfenverarbeitungs- und Hopfenhandelsunternehmen haben Niederlassungen in Mainburg. Der Heizanlagenhersteller Wolf und der Spezialschuhhersteller Haix (v. a. Feuerwehrstiefel) haben ihren Sitz in Mainburg. Mainburg zählt mit Druckunternehmen wie Böhm & Partner Druckerei GmbH und Pinsker Druck & Medien GmbH zu den führenden Zentren der graphischen Industrie. Bis heute existiert der Ziegler Bräu, eine Bierbrauerei mit Tradition seit 1892.

### Bildung

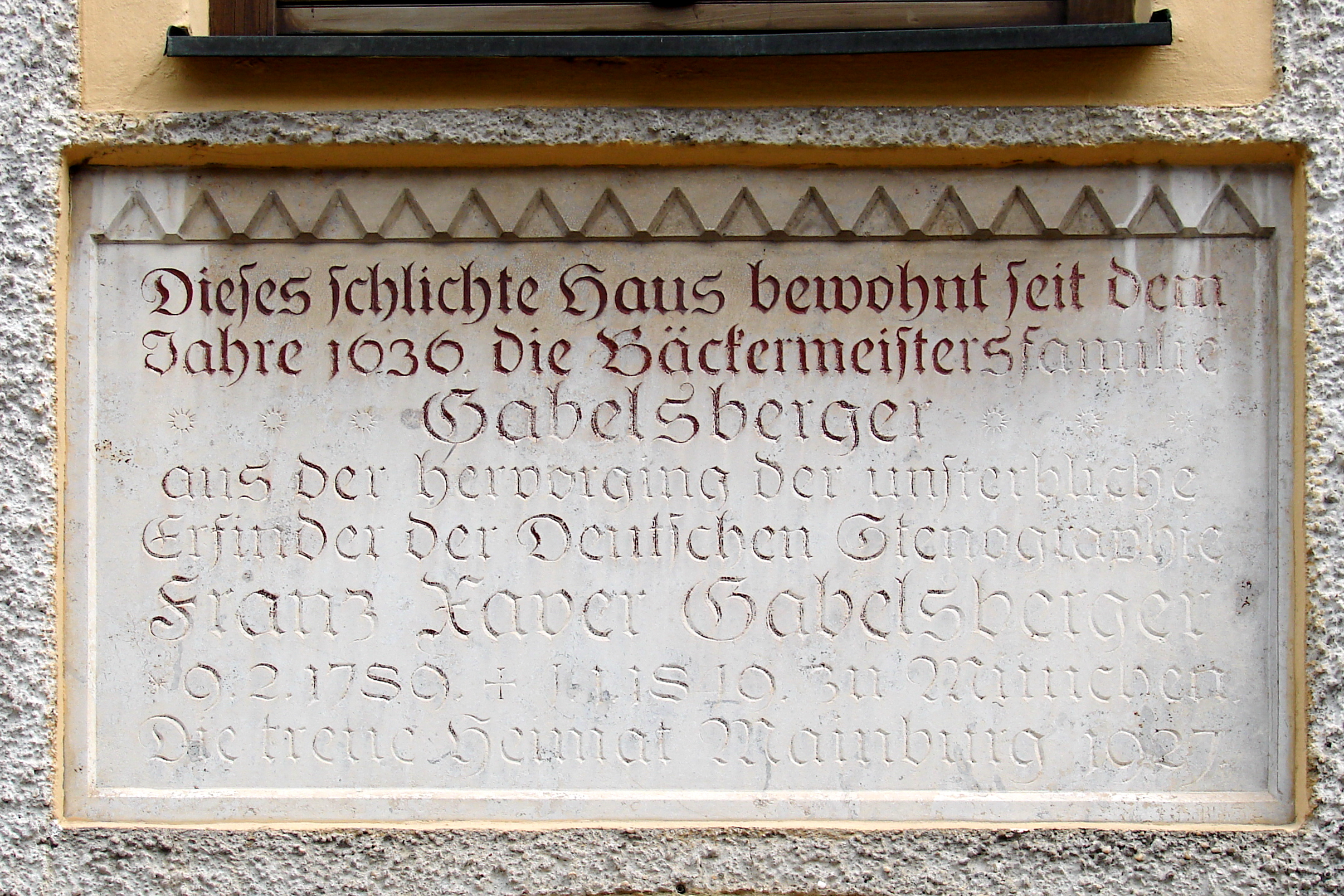
Gedenktafel für Franz Xaver Gabelsberger in Mainburg

Das Gabelsberger-Gymnasium Mainburg ist ein naturwissenschaftlich-technologisches, sprachliches, wirtschafts- und sozialwissenschaftliches Gymnasium. Mit 1059 Schülern und 69 Lehrern (Stand: Schuljahr 2017/18) ist es zu einer der größten Schulen im Bezirk Niederbayern geworden. Die Schule wurde 1968 nach Franz Xaver Gabelsberger, dem Erfinder der Kurzschrift, benannt. Die Familie Gabelsberger war seit 1636 hier ansässig, der Großvater väterlicherseits stammte aus Mainburg.
Seit dem Schuljahr 2012/13 existiert in Mainburg eine Realschule, die mit zwei fünften Klassen startete und seit dem Schuljahr 2017/18 voll ausgebaut ist (Jahrgangsstufen fünf bis zehn) und drei Wahlpflichtfächer anbietet. Unterrichtet wurden 339 Schüler von 21 Lehrern (Schuljahr 2017/18).
Die Hallertauer Mittelschule in Mainburg ist die größte Mittelschule im Regierungsbezirk Niederbayern; im Schuljahr 2017/18 wurden 493 Schüler von 45 Lehrkräften unterrichtet; es gibt gebundene und offene Ganztagsklassen.
In der Stadt bestehen die Grundschulen Mainburg und Sandelzhausen.
Weiter bestehen die Berufsfachschulen Mainburg für Krankenpflege und für Krankenpflegehilfe des Instituts für Aus-, Fort- und Weiterbildung im Gesundheitswesen e. V.

### Verkehr
Die Stadt befindet sich nahe der Autobahn A 93 München–Regensburg und ist über die abschnittsweise als Deutsche Hopfenstraße bezeichnete Bundesstraße B 301 mit Abensberg und Freising verbunden.
Seit 1895 war Mainburg Endbahnhof und betrieblicher Mittelpunkt der Hallertauer Lokalbahn. Der Personenverkehr wurde 1969 eingestellt und durch Bahnbusse ersetzt. Heute existieren ab Mainburg Busverbindungen mit den MVV-Linien 602/603 nach Freising und 683 nach Moosburg sowie mehrere Linien der Regionalbus Ostbayern GmbH (RBO) unter anderem in Richtung Abensberg, Kelheim und Landshut.
Nach der Stilllegung der im Güterverkehr noch bis ins Jahr 1995 genutzten Bahnstrecke wurden Teile der Trasse in Fahrradwege umgebaut, z. B. die Hallertauer Hopfentour.

## Persönlichkeiten

### Söhne und Töchter der Stadt
- Christoph Thomas Scheffler (1699–1756), Rokokomaler
- Felix Anton Scheffler (1701–1760), Rokokomaler
- Georg Johann Scharf (1788–1860), Maler und Bildchronist in London
- Rupert Mittermüller (1814–1893), Historiker und Mönch
- Karl Weinmayer (1887–1971), Landrat des Kreises Gunzenhausen
- Rudolf Salat (1906–1994), geboren in Steinbach, Diplomat
- Alois Brummer (1926–1984), Produzent, Drehbuchautor und Regisseur
- Ludwig Gruber (* 1935), Erwachsenenbildner und Druckgrafiker
- Sebastian Anneser (1939–2018), römisch-katholischer Prälat und Domkapitular im Erzbistum München und Freising.
- Dietmar Gaiser (* 1943), deutscher Journalist
- Johannes Hofmann (* 1950), römisch-katholischer Theologe
- Reinhold Lang (* 1955), Autor und Fotograf
- Karl Müllner (* 1956), General der Luftwaffe der Bundeswehr
- Michael Mandlik (* 1957), Journalist
- Armin Papperger (* 1963), Manager und Vorstandsvorsitzender der Rheinmetall AG
- Gerhard Gschlößl (* 1967), Jazzmusiker
- Hermann Rottengruber (* 1968), Maschinenbauingenieur
- Dominik Kaufner (* 1983), Gymnasiallehrer und Politiker
- Marcel Bauer (* 1992), Forstwirt und Politiker
- Henriette Heine (* 1993), Schauspielerin
- Markus Krojer (* 1994), Schauspieler
- Niklas Dee (* 2002), DJ und Musikproduzent

### Ehrenbürger
- 11.  1985, Hans Bachner (1910–1990), Träger des Bundesverdienstkreuzes
- 13.  1996. Alfons Brandl (1924–2011), Träger des Bundesverdienstkreuzes
- 16.  2020, Josef Egger (* 1945),[27] Altbürgermeister

unvollständige Liste; Quelle: